# Idaea ibizaria
Idaea ibizaria là một loài bướm đêm trong họ Geometridae.